# Ad experimentum
Ad experimentum es una expresión en latín usada en la terminología jurídica-eclesiástica para indicar una aprobación limitada en el tiempo o la extensión, por ejemplo para una nueva ley, un nuevo ritual o una nueva congregación o comunidad.
Etimológicamente proviene de dos términos latinos: ad (para, hacia, en orden a) y  experimentum (experimentar, probar, verificar).
- Datos: Q5556731